# Epipremnum ceramense
Epipremnum ceramense là một loài thực vật có hoa trong họ Ráy (Araceae). Loài này được (Engl. & K.Krause) Alderw. mô tả khoa học đầu tiên năm 1920.